# EHF-Pokal der Frauen 2016/17
Am EHF-Pokal 2016/17 nahmen Handball-Vereinsmannschaften teil, die sich in der vorangegangenen Saison in ihren Heimatländern sowohl über die Platzierung in der heimischen Liga als auch über den nationalen Pokalwettbewerb für den Wettbewerb qualifiziert hatten. Die russische Mannschaft GK Rostow am Don gewann den Wettbewerb. Titelverteidiger war die ungarische Mannschaft von Dunaújvárosi Kohász KA.

## Modus
Zu Beginn gab es drei Qualifikationsrunden jeweils mit Hin- und Rückspielen. Darauf folgte eine Gruppenphase mit 16 Mannschaften, wovon 12 Teams aus den Qualifikationsrunden stammten und vier, die den letzten Platz in der ersten Gruppenphase der Champions League belegten. Diese spielten in vier Gruppen mit je vier Mannschaften jeder gegen jeden je zweimal gegeneinander. Die ersten beiden Mannschaften jeder Gruppe qualifizierten sich für das Viertelfinale, ab dem wieder in K.-o.-Runden mit Hin- und Rückspielen gespielt wurde bis zu den Endspielen.

## Runde 1
Es nahmen 42 Mannschaften an der 1. Runde teil.
Die Auslosung der 1. Runde fand am 19. Juli 2016 in Wien statt.
Die Hin- und Rückspiele fanden an den Wochenenden 9.–11. sowie 16.–18. September 2016 statt.

### Qualifizierte Teams
| - HŽRK Grude - BNTU-BelAS Minsk - A.C. Latsia Nicosia - DHK Baník Most - DHC Slavia Prag - SG BBM Bietigheim - VfL Oldenburg - Nykøbing Falster Håndboldklub - HC Neistin - Brest Bretagne Handball - Nantes Loire Atlantique Handball - Issy Paris Hand - O.F.N. Ionias - Alba Fehérvár KC - Bnei Hertzeliya - H.C. Holon - Cassano Magnago - KHF Prishtina - ACME-Žalgiris Kaunas - HB Dudelange - Succes Schoonmaak/VOC Amsterdam | - Byåsen IL - Vipers Kristiansand - Tertnes IL - Vistal Gdynia - Pogoń Stettin - Alavarium/Love Tiles - Madeira Andebol SAD - HC Dunărea Brăila - ASC Corona 2010 Brașov - CSM Ploiești - Kuban Krasnodar - GK Dinamo Wolgograd - RK Zagorje - ŽRK Izvor Bukovička Banja - ŽRK Naisa Niš - LC Brühl Handball - Spono Eagles - Lugi HF - Skuru IK - Muratpaşa Belediyespor SK - Halytschanka |

### Ausgeloste Spiele und Ergebnisse
| Mannschaft 1                              | Mannschaft 2                                            | Hinspiel             | Rückspiel            | Gesamt  |
| ----------------------------------------- | ------------------------------------------------------- | -------------------- | -------------------- | ------- |
| VfL Oldenburg Birke, Dulfer je 9          | Bnei Hertzeliya Vakrat 13                               | 17.09.2016 19:30 Uhr | 18.09.2016 14:00 Uhr | 77 : 40 |
| VfL Oldenburg Birke, Dulfer je 9          | Bnei Hertzeliya Vakrat 13                               | 41 : 20 (21 : 08)    | 36 : 20 (21 : 11)    | 77 : 40 |
| VfL Oldenburg Birke, Dulfer je 9          | Bnei Hertzeliya Vakrat 13                               | 436 Zuschauer        | 352 Zuschauer        | 77 : 40 |
| Alba Fehérvár KC Bandelier, Lavko je 8    | Vistal Gdynia Janiszewska 8                             | 10.09.2016 18:00 Uhr | 18.09.2016 16:00 Uhr | 55 : 34 |
| Alba Fehérvár KC Bandelier, Lavko je 8    | Vistal Gdynia Janiszewska 8                             | 28 : 17 (15 : 08)    | 27 : 17 (14 : 08)    | 55 : 34 |
| Alba Fehérvár KC Bandelier, Lavko je 8    | Vistal Gdynia Janiszewska 8                             | 500 Zuschauer        | 500 Zuschauer        | 55 : 34 |
| HB Dudelange Wirtz 9                      | HC Dunărea Brăila Tiron 17                              | 17.09.2016 18:00 Uhr | 18.09.2016 18:00 Uhr | 22 : 79 |
| HB Dudelange Wirtz 9                      | HC Dunărea Brăila Tiron 17                              | 12 : 43 (06 : 21)    | 10 : 36 (04 : 15)    | 22 : 79 |
| HB Dudelange Wirtz 9                      | HC Dunărea Brăila Tiron 17                              | 2.000 Zuschauer      | 1.300 Zuschauer      | 22 : 79 |
| Lugi HF Petrén 16                         | Nykøbing Falster Håndboldklub Kristiansen, Nolsøe je 10 | 11.09.2016 17:00 Uhr | 18.09.2016 19:00 Uhr | 43 : 54 |
| Lugi HF Petrén 16                         | Nykøbing Falster Håndboldklub Kristiansen, Nolsøe je 10 | 23 : 25 (11 : 14)    | 20 : 29 (09 : 09)    | 43 : 54 |
| Lugi HF Petrén 16                         | Nykøbing Falster Håndboldklub Kristiansen, Nolsøe je 10 | 645 Zuschauer        | 1.088 Zuschauer      | 43 : 54 |
| Spono Eagles Hodel, N. Frey je 13         | KHF Prishtina Rama 12                                   | 10.09.2016 17:00 Uhr | 11.09.2016 14:00 Uhr | 71 : 30 |
| Spono Eagles Hodel, N. Frey je 13         | KHF Prishtina Rama 12                                   | 41 : 14 (17 : 08)    | 30 : 16 (13 : 10)    | 71 : 30 |
| Spono Eagles Hodel, N. Frey je 13         | KHF Prishtina Rama 12                                   | 350 Zuschauer        | 200 Zuschauer        | 71 : 30 |
| GK Dinamo Wolgograd Suslowa 9             | Succes Schoonmaak/VOC Amsterdam Rozemalen 12            | 10.09.2016 14:00 Uhr | 11.09.2016 14:00 Uhr | 56 : 41 |
| GK Dinamo Wolgograd Suslowa 9             | Succes Schoonmaak/VOC Amsterdam Rozemalen 12            | 29 : 19 (12 : 09)    | 27 : 22 (14 : 12)    | 56 : 41 |
| GK Dinamo Wolgograd Suslowa 9             | Succes Schoonmaak/VOC Amsterdam Rozemalen 12            | 900 Zuschauer        | 900 Zuschauer        | 56 : 41 |
| H.C. Holon Ohaekwe 12                     | Tertnes IL Karlsen Hagen, Lygren je 10                  | 16.09.2016 18:00 Uhr | 17.09.2016 15:00 Uhr | 37 : 74 |
| H.C. Holon Ohaekwe 12                     | Tertnes IL Karlsen Hagen, Lygren je 10                  | 21 : 32 (12 : 16)    | 16 : 42 (10 : 23)    | 37 : 74 |
| H.C. Holon Ohaekwe 12                     | Tertnes IL Karlsen Hagen, Lygren je 10                  | 230 Zuschauer        | 190 Zuschauer        | 37 : 74 |
| HŽRK Grude Azinović 9                     | ASC Corona 2010 Brașov Tîrcă, Neagu je 13               | 09.09.2016 18:00 Uhr | 10.09.2016 18:00 Uhr | 33 : 83 |
| HŽRK Grude Azinović 9                     | ASC Corona 2010 Brașov Tîrcă, Neagu je 13               | 16 : 43 (08 : 20)    | 17 : 40 (11 : 20)    | 33 : 83 |
| HŽRK Grude Azinović 9                     | ASC Corona 2010 Brașov Tîrcă, Neagu je 13               | 600 Zuschauer        | 500 Zuschauer        | 33 : 83 |
| Byåsen IL Arntzen 8                       | RK Zagorje Stanko 12                                    | 17.09.2016 18:00 Uhr | 18.09.2016 16:00 Uhr | 57 : 45 |
| Byåsen IL Arntzen 8                       | RK Zagorje Stanko 12                                    | 32 : 20 (16 : 08)    | 25 : 25 (11 : 10)    | 57 : 45 |
| Byåsen IL Arntzen 8                       | RK Zagorje Stanko 12                                    | 436 Zuschauer        | 326 Zuschauer        | 57 : 45 |
| Nantes Loire Atlantique Handball Holta 13 | Alavarium/Love Tiles Soares 11                          | 09.09.2016 21:00 Uhr | 10.09.2016 20:30 Uhr | 81 : 27 |
| Nantes Loire Atlantique Handball Holta 13 | Alavarium/Love Tiles Soares 11                          | 47 : 16 (18 : 08)    | 34 : 11 (17 : 06)    | 81 : 27 |
| Nantes Loire Atlantique Handball Holta 13 | Alavarium/Love Tiles Soares 11                          | 2.438 Zuschauer      | 1.725 Zuschauer      | 81 : 27 |
| DHK Baník Most Jeřábková 15               | BNTU-BelAS Minsk Silitskaya 14                          | 17.09.2016 18:00 Uhr | 18.09.2016 18:00 Uhr | 58 : 55 |
| DHK Baník Most Jeřábková 15               | BNTU-BelAS Minsk Silitskaya 14                          | 28 : 23 (13 : 09)    | 30 : 32 (15 : 16)    | 58 : 55 |
| DHK Baník Most Jeřábková 15               | BNTU-BelAS Minsk Silitskaya 14                          | 850 Zuschauer        | 950 Zuschauer        | 58 : 55 |
| HC Neistin Falkvard Danberg 14            | CSM Ploiești Dmitrović 12                               | 10.09.2016 19:00 Uhr | 17.09.2016 18:00 Uhr | 44 : 57 |
| HC Neistin Falkvard Danberg 14            | CSM Ploiești Dmitrović 12                               | 24 : 26 (12 : 12)    | 20 : 31 (08 : 15)    | 44 : 57 |
| HC Neistin Falkvard Danberg 14            | CSM Ploiești Dmitrović 12                               | 395 Zuschauer        | 500 Zuschauer        | 44 : 57 |
| ŽRK Naisa Niš Radović 10                  | SG BBM Bietigheim Malestein 11                          | 17.09.2016 20:00 Uhr | 18.09.2016 16:00 Uhr | 34 : 71 |
| ŽRK Naisa Niš Radović 10                  | SG BBM Bietigheim Malestein 11                          | 15 : 34 (08 : 15)    | 19 : 37 (07 : 19)    | 34 : 71 |
| ŽRK Naisa Niš Radović 10                  | SG BBM Bietigheim Malestein 11                          | 1.230 Zuschauer      | 298 Zuschauer        | 34 : 71 |
| Halytschanka Konowalowa 8                 | Pogoń Stettin Bancilon 9                                | 17.09.2016 16:00 Uhr | 18.09.2016 15:00 Uhr | 44 : 46 |
| Halytschanka Konowalowa 8                 | Pogoń Stettin Bancilon 9                                | 24 : 22 (11 : 09)    | 20 : 24 (09 : 12)    | 44 : 46 |
| Halytschanka Konowalowa 8                 | Pogoń Stettin Bancilon 9                                | 500 Zuschauer        | 650 Zuschauer        | 44 : 46 |
| ŽRK Izvor Bukovička Banja Žarković 10     | A.C. Latsia Nicosia Ecaterinescu 12                     | 17.09.2016 20:00 Uhr | 18.09.2016 20:00 Uhr | 71 : 34 |
| ŽRK Izvor Bukovička Banja Žarković 10     | A.C. Latsia Nicosia Ecaterinescu 12                     | 38 : 14 (18 : 05)    | 33 : 20 (16 : 08)    | 71 : 34 |
| ŽRK Izvor Bukovička Banja Žarković 10     | A.C. Latsia Nicosia Ecaterinescu 12                     | 400 Zuschauer        | 300 Zuschauer        | 71 : 34 |
| Kuban Krasnodar Gorschenina 8             | O.F.N. Ionias Brauer 14                                 | 17.09.2016 17:00 Uhr | 18.09.2016 16:00 Uhr | 67 : 48 |
| Kuban Krasnodar Gorschenina 8             | O.F.N. Ionias Brauer 14                                 | 36 : 24 (15 : 07)    | 31 : 24 (17 : 12)    | 67 : 48 |
| Kuban Krasnodar Gorschenina 8             | O.F.N. Ionias Brauer 14                                 | 950 Zuschauer        | 800 Zuschauer        | 67 : 48 |
| Issy Paris Hand S. Oftedal 15             | LC Brühl Handball Koslowski 8                           | 17.09.2016 17:30 Uhr | 18.09.2016 14:30 Uhr | 59 : 43 |
| Issy Paris Hand S. Oftedal 15             | LC Brühl Handball Koslowski 8                           | 29 : 20 (19 : 09)    | 30 : 23 (15 : 11)    | 59 : 43 |
| Issy Paris Hand S. Oftedal 15             | LC Brühl Handball Koslowski 8                           | 350 Zuschauer        | 400 Zuschauer        | 59 : 43 |
| ACME-Žalgiris Kaunas Kniubaitė 16         | Muratpaşa Belediyespor SK Hoşgör 12                     | 10.09.2016 15:00 Uhr | 11.09.2016 15:00 Uhr | 51 : 55 |
| ACME-Žalgiris Kaunas Kniubaitė 16         | Muratpaşa Belediyespor SK Hoşgör 12                     | 27 : 30 (14 : 16)    | 24 : 25 (12 : 10)    | 51 : 55 |
| ACME-Žalgiris Kaunas Kniubaitė 16         | Muratpaşa Belediyespor SK Hoşgör 12                     | 300 Zuschauer        | 200 Zuschauer        | 51 : 55 |
| Vipers Kristiansand Olsen 12              | Cassano Magnago Del Balzo 6                             | 10.09.2016 19:30 Uhr | 11.09.2016 18:00 Uhr | 89 : 22 |
| Vipers Kristiansand Olsen 12              | Cassano Magnago Del Balzo 6                             | 52 : 10 (20 : 07)    | 37 : 12 (16 : 07)    | 89 : 22 |
| Vipers Kristiansand Olsen 12              | Cassano Magnago Del Balzo 6                             | 250 Zuschauer        | 300 Zuschauer        | 89 : 22 |
| Skuru IK Östlund, Lundström je 8          | DHC Slavia Prag Galušková 14                            | 10.09.2016 14:00 Uhr | 18.09.2016 17:00 Uhr | 44 : 45 |
| Skuru IK Östlund, Lundström je 8          | DHC Slavia Prag Galušková 14                            | 26 : 22 (15 : 12)    | 18 : 23 (08 : 11)    | 44 : 45 |
| Skuru IK Östlund, Lundström je 8          | DHC Slavia Prag Galušková 14                            | 202 Zuschauer        | 450 Zuschauer        | 44 : 45 |
| Brest Bretagne Handball Limal 11          | Madeira Andebol SAD Vieira Lopes 9                      | 10.09.2016 20:30 Uhr | 17.09.2016 18:00 Uhr | 61 : 34 |
| Brest Bretagne Handball Limal 11          | Madeira Andebol SAD Vieira Lopes 9                      | 30 : 16 (13 : 08)    | 31 : 18 (14 : 08)    | 61 : 34 |
| Brest Bretagne Handball Limal 11          | Madeira Andebol SAD Vieira Lopes 9                      | 3.848 Zuschauer      | 500 Zuschauer        | 61 : 34 |

## Runde 2
Es nahmen 32 Mannschaften an der 2. Runde teil.
Die Auslosung der 2. Runde fand am 19. Juli 2016 in Wien statt.
Die Hin- und Rückspiele fanden an den Wochenenden 15.–16. sowie 21.–23. Oktober 2016 statt.

### Qualifizierte Teams
| - HK Homel - DHK Baník Most - DHC Slavia Prag - SG BBM Bietigheim - TuS Metzingen - VfL Oldenburg - Nykøbing Falster Håndboldklub - Randers HK - Viborg HK - Brest Bretagne Handball - CJF Fleury Loiret Handball - Nantes Loire Atlantique Handball - Issy Paris Hand - Alba Fehérvár KC - Debreceni VSC - ÉTV-Érdi VSE | - SERCODAK Dalfsen - Byåsen IL - Vipers Kristiansand - Tertnes IL - Pogoń Stettin - HC Dunărea Brăila - ASC Corona 2010 Brașov - CSM Ploiești - HCM Roman - Kuban Krasnodar - GK Lada Toljatti - GK Dinamo Wolgograd - ŽRK Izvor Bukovička Banja - Spono Eagles - IUVENTA Michalovce - Muratpaşa Belediyespor SK |

### Ausgeloste Spiele und Ergebnisse
| Mannschaft 1                                   | Mannschaft 2                                             | Hinspiel             | Rückspiel            | Gesamt      |
| ---------------------------------------------- | -------------------------------------------------------- | -------------------- | -------------------- | ----------- |
| HK Homel Artamonowa 8                          | HC Dunărea Brăila Perianu, Tiron je 9                    | 15.10.2016 17:00 Uhr | 23.10.2016 17:00 Uhr | 37 : 53     |
| HK Homel Artamonowa 8                          | HC Dunărea Brăila Perianu, Tiron je 9                    | 15 : 27 (10 : 11)    | 22 : 26 (08 : 13)    | 37 : 53     |
| HK Homel Artamonowa 8                          | HC Dunărea Brăila Perianu, Tiron je 9                    | 850 Zuschauer        | 1.980 Zuschauer      | 37 : 53     |
| GK Dinamo Wolgograd Suslowa 15                 | Brest Bretagne Handball Mangué 13                        | 21.10.2016 20:30 Uhr | 22.10.2016 20:30 Uhr | 51 : 60     |
| GK Dinamo Wolgograd Suslowa 15                 | Brest Bretagne Handball Mangué 13                        | 25 : 29 (13 : 15)    | 26 : 31 (08 : 16)    | 51 : 60     |
| GK Dinamo Wolgograd Suslowa 15                 | Brest Bretagne Handball Mangué 13                        | 1.060 Zuschauer      | 1.221 Zuschauer      | 51 : 60     |
| SG BBM Bietigheim Naidzinavicius 12            | ASC Corona 2010 Brașov Neagu 7                           | 15.10.2016 19:00 Uhr | 22.10.2016 19:00 Uhr | 60 : 43     |
| SG BBM Bietigheim Naidzinavicius 12            | ASC Corona 2010 Brașov Neagu 7                           | 37 : 24 (17 : 13)    | 23 : 19 (12 : 12)    | 60 : 43     |
| SG BBM Bietigheim Naidzinavicius 12            | ASC Corona 2010 Brașov Neagu 7                           | 1.500 Zuschauer      | 1.100 Zuschauer      | 60 : 43     |
| ÉTV-Érdi VSE Krpež Šlezak 22                   | Issy Paris Hand Oftedal 19                               | 16.10.2016 15:30 Uhr | 23.10.2016 17:00 Uhr | 59 : 52     |
| ÉTV-Érdi VSE Krpež Šlezak 22                   | Issy Paris Hand Oftedal 19                               | 30 : 26 (13 : 10)    | 29 : 26 (16 : 15)    | 59 : 52     |
| ÉTV-Érdi VSE Krpež Šlezak 22                   | Issy Paris Hand Oftedal 19                               | 2.000 Zuschauer      | 1.300 Zuschauer      | 59 : 52     |
| DHC Slavia Prag Kutlvašrová 12                 | Viborg HK Nørgaard 19                                    | 16.10.2016 17:00 Uhr | 22.10.2016 16:00 Uhr | 45 : 65     |
| DHC Slavia Prag Kutlvašrová 12                 | Viborg HK Nørgaard 19                                    | 23 : 29 (11 : 19)    | 22 : 36 (10 : 21)    | 45 : 65     |
| DHC Slavia Prag Kutlvašrová 12                 | Viborg HK Nørgaard 19                                    | 500 Zuschauer        | 1.075 Zuschauer      | 45 : 65     |
| CSM Ploiești Șerban 8                          | IUVENTA Michalovce Lewtschenko 18                        | 22.10.2016 15:00 Uhr | 23.10.2016 15:00 Uhr | 33 : 92     |
| CSM Ploiești Șerban 8                          | IUVENTA Michalovce Lewtschenko 18                        | 19 : 43 (06 : 24)    | 14 : 49 (05 : 22)    | 33 : 92     |
| CSM Ploiești Șerban 8                          | IUVENTA Michalovce Lewtschenko 18                        | 400 Zuschauer        | 200 Zuschauer        | 33 : 92     |
| ŽRK Izvor Bukovička Banja Anić, Tomković je 12 | SERCODAK Dalfsen Pavkovic 13                             | 21.10.2016 20:30 Uhr | 23.10.2016 14:00 Uhr | 54 : 59     |
| ŽRK Izvor Bukovička Banja Anić, Tomković je 12 | SERCODAK Dalfsen Pavkovic 13                             | 26 : 34 (14 : 19)    | 28 : 25 (- : -)      | 54 : 59     |
| ŽRK Izvor Bukovička Banja Anić, Tomković je 12 | SERCODAK Dalfsen Pavkovic 13                             | 348 Zuschauer        | 650 Zuschauer        | 54 : 59     |
| Spono Eagles Hodel 14                          | Kuban Krasnodar Danschina, Garjajewa je 9                | 15.09.2016 16:00 Uhr | 16.09.2016 16:00 Uhr | 51 : 73     |
| Spono Eagles Hodel 14                          | Kuban Krasnodar Danschina, Garjajewa je 9                | 23 : 35 (12 : 17)    | 28 : 38 (11 : 19)    | 51 : 73     |
| Spono Eagles Hodel 14                          | Kuban Krasnodar Danschina, Garjajewa je 9                | 700 Zuschauer        | 500 Zuschauer        | 51 : 73     |
| HCM Roman Hlibko 11                            | Alba Fehérvár KC Bandelier, Mendy je 12                  | 16.10.2016 11:00 Uhr | 23.10.2016 17:00 Uhr | 49 : 55     |
| HCM Roman Hlibko 11                            | Alba Fehérvár KC Bandelier, Mendy je 12                  | 25 : 27 (10 : 15)    | 24 : 28 (09 : 15)    | 49 : 55     |
| HCM Roman Hlibko 11                            | Alba Fehérvár KC Bandelier, Mendy je 12                  | 500 Zuschauer        | 850 Zuschauer        | 49 : 55     |
| TuS Metzingen Løseth 11                        | DHK Baník Most Jeřábková 9                               | 16.10.2016 18:00 Uhr | 22.10.2016 18:00 Uhr | 59 : 47     |
| TuS Metzingen Løseth 11                        | DHK Baník Most Jeřábková 9                               | 30 : 22 (10 : 12)    | 29 : 25 (15 : 09)    | 59 : 47     |
| TuS Metzingen Løseth 11                        | DHK Baník Most Jeřábková 9                               | 1.200 Zuschauer      | 1.000 Zuschauer      | 59 : 47     |
| Muratpaşa Belediyespor SK Hoşgör 13            | Randers HK Molid 12                                      | 15.10.2016 16:00 Uhr | 16.10.2016 13:00 Uhr | 33 : 56     |
| Muratpaşa Belediyespor SK Hoşgör 13            | Randers HK Molid 12                                      | 20 : 30 (11 : 17)    | 13 : 26 (07 : 08)    | 33 : 56     |
| Muratpaşa Belediyespor SK Hoşgör 13            | Randers HK Molid 12                                      | 300 Zuschauer        | 250 Zuschauer        | 33 : 56     |
| VfL Oldenburg Geschke 13                       | CJF Fleury Loiret Handball Ichnewa 10                    | 16.10.2016 16:30 Uhr | 23.10.2016 17:15 Uhr | 52 : 48     |
| VfL Oldenburg Geschke 13                       | CJF Fleury Loiret Handball Ichnewa 10                    | 29 : 22 (15 : 10)    | 23 : 26 (08 : 14)    | 52 : 48     |
| VfL Oldenburg Geschke 13                       | CJF Fleury Loiret Handball Ichnewa 10                    | 764 Zuschauer        | 1.500 Zuschauer      | 52 : 48     |
| Pogoń Stettin Cebula, Bancilon je 10           | Nykøbing Falster Håndboldklub Hagman 18                  | 15.10.2016 14:00 Uhr | 22.10.2016 15:00 Uhr | 57 : 68     |
| Pogoń Stettin Cebula, Bancilon je 10           | Nykøbing Falster Håndboldklub Hagman 18                  | 29 : 35 (12 : 16)    | 28 : 33 (15 : 17)    | 57 : 68     |
| Pogoń Stettin Cebula, Bancilon je 10           | Nykøbing Falster Håndboldklub Hagman 18                  | 730 Zuschauer        | 895 Zuschauer        | 57 : 68     |
| Byåsen IL Arntzen 14                           | Tertnes IL Sivertsen 12                                  | 16.10.2016 18:00 Uhr | 23.10.2016 19:00 Uhr | 62 : 53     |
| Byåsen IL Arntzen 14                           | Tertnes IL Sivertsen 12                                  | 33 : 27 (15 : 13)    | 29 : 26 (16 : 14)    | 62 : 53     |
| Byåsen IL Arntzen 14                           | Tertnes IL Sivertsen 12                                  | 976 Zuschauer        | 291 Zuschauer        | 62 : 53     |
| GK Lada Toljatti Samochina 12                  | Vipers Kristiansand Olsson, Stefánsdóttir, Brattset je 9 | 15.10.2016 16:00 Uhr | 22.10.2016 18:00 Uhr | 55 : 55 (a) |
| GK Lada Toljatti Samochina 12                  | Vipers Kristiansand Olsson, Stefánsdóttir, Brattset je 9 | 29 : 23 (17 : 11)    | 26 : 32 (15 : 15)    | 55 : 55 (a) |
| GK Lada Toljatti Samochina 12                  | Vipers Kristiansand Olsson, Stefánsdóttir, Brattset je 9 | 2.000 Zuschauer      | 1.121 Zuschauer      | 55 : 55 (a) |
| Nantes Loire Atlantique Handball Holta 20      | Debreceni VSC Yezhykava 9                                | 15.10.2016 20:30 Uhr | 22.10.2016 20:30 Uhr | 52 : 49     |
| Nantes Loire Atlantique Handball Holta 20      | Debreceni VSC Yezhykava 9                                | 24 : 23 (12 : 14)    | 28 : 26 (13 : 12)    | 52 : 49     |
| Nantes Loire Atlantique Handball Holta 20      | Debreceni VSC Yezhykava 9                                | 4.100 Zuschauer      | 1.800 Zuschauer      | 52 : 49     |

## Runde 3
Es nahmen 24 Mannschaften an der 3. Runde teil.
Die Auslosung der 3. Runde fand am 25. Oktober 2016 in Wien statt.
Die Hin- und Rückspiele fanden an den Wochenenden 12.–13. sowie 18.–20. November 2016 statt.

### Qualifizierte Teams
| - Hypo Niederösterreich - SG BBM Bietigheim - TuS Metzingen - VfL Oldenburg - Team Tvis Holstebro - Nykøbing Falster Håndboldklub - Randers HK - Viborg HK - BM Bera Bera - Brest Bretagne Handball - Nantes Loire Atlantique Handball - Alba Fehérvár KC | - Dunaújvárosi Kohász KA - ÉTV-Érdi VSE - ŽRK Podravka Koprivnica - Indeco Conversano - SERCODAK Dalfsen - Byåsen IL - MKS Selgros Lublin - HC Dunărea Brăila - Kuban Krasnodar - GK Lada Toljatti - IUVENTA Michalovce - Ankara Yenimahalle BSK |

### Ausgeloste Spiele und Ergebnisse
| Mannschaft 1                        | Mannschaft 2                                   | Hinspiel             | Rückspiel            | Gesamt  |
| ----------------------------------- | ---------------------------------------------- | -------------------- | -------------------- | ------- |
| Ankara Yenimahalle BSK Özel 19      | TuS Metzingen Loerper 17                       | 12.11.2016 17:00 Uhr | 18.11.2016 20:00 Uhr | 56 : 63 |
| Ankara Yenimahalle BSK Özel 19      | TuS Metzingen Loerper 17                       | 33 : 27 (16 : 16)    | 23 : 36 (09 : 16)    | 56 : 63 |
| Ankara Yenimahalle BSK Özel 19      | TuS Metzingen Loerper 17                       | 800 Zuschauer        | 1.300 Zuschauer      | 56 : 63 |
| Hypo Niederösterreich Budecevic 9   | Kuban Krasnodar Schilinskaite 12               | 12.11.2016 18:00 Uhr | 20.11.2016 16:00 Uhr | 49 : 61 |
| Hypo Niederösterreich Budecevic 9   | Kuban Krasnodar Schilinskaite 12               | 23 : 29 (09 : 16)    | 26 : 32 (14 : 14)    | 49 : 61 |
| Hypo Niederösterreich Budecevic 9   | Kuban Krasnodar Schilinskaite 12               | 600 Zuschauer        | 2.000 Zuschauer      | 49 : 61 |
| GK Lada Toljatti Malaschenko 13     | Viborg HK Uno 11                               | 13.11.2016 14:00 Uhr | 19.11.2016 16:00 Uhr | 57 : 48 |
| GK Lada Toljatti Malaschenko 13     | Viborg HK Uno 11                               | 29 : 26 (18 : 10)    | 28 : 22 (13 : 10)    | 57 : 48 |
| GK Lada Toljatti Malaschenko 13     | Viborg HK Uno 11                               | 2.800 Zuschauer      | 1.186 Zuschauer      | 57 : 48 |
| SERCODAK Dalfsen Nüsser 15          | Nantes Loire Atlantique Handball Escribano 13  | 12.11.2016 19:00 Uhr | 20.11.2016 18:15 Uhr | 49 : 62 |
| SERCODAK Dalfsen Nüsser 15          | Nantes Loire Atlantique Handball Escribano 13  | 21 : 31 (14 : 14)    | 28 : 31 (15 : 16)    | 49 : 62 |
| SERCODAK Dalfsen Nüsser 15          | Nantes Loire Atlantique Handball Escribano 13  | 550 Zuschauer        | 3.500 Zuschauer      | 49 : 62 |
| Team Tvis Holstebro Jensen 15       | VfL Oldenburg Geschke 17                       | 13.11.2016 18:30 Uhr | 20.11.2016 16:30 Uhr | 46 : 58 |
| Team Tvis Holstebro Jensen 15       | VfL Oldenburg Geschke 17                       | 25 : 27 (11 : 11)    | 21 : 31 (12 : 15)    | 46 : 58 |
| Team Tvis Holstebro Jensen 15       | VfL Oldenburg Geschke 17                       | 1.309 Zuschauer      | 816 Zuschauer        | 46 : 58 |
| IUVENTA Michalovce Lewtschenko 13   | Alba Fehérvár KC Gjeorgjievska 12              | 13.11.2016 13:00 Uhr | 20.11.2016 15:00 Uhr | 42 : 55 |
| IUVENTA Michalovce Lewtschenko 13   | Alba Fehérvár KC Gjeorgjievska 12              | 23 : 28 (12 : 17)    | 19 : 27 (11 : 16)    | 42 : 55 |
| IUVENTA Michalovce Lewtschenko 13   | Alba Fehérvár KC Gjeorgjievska 12              | 1.200 Zuschauer      | 800 Zuschauer        | 42 : 55 |
| Randers HK Molid 12                 | MKS Selgros Lublin Božović 15                  | 12.11.2016 14:00 Uhr | 19.11.2016 18:00 Uhr | 51 : 50 |
| Randers HK Molid 12                 | MKS Selgros Lublin Božović 15                  | 28 : 27 (12 : 14)    | 23 : 23 (13 : 11)    | 51 : 50 |
| Randers HK Molid 12                 | MKS Selgros Lublin Božović 15                  | 479 Zuschauer        | 3.000 Zuschauer      | 51 : 50 |
| Indeco Conversano Rotondo 18        | Nykøbing Falster Håndboldklub Kristiansen 16   | 12.11.2016 18:30 Uhr | 19.11.2016 16:00 Uhr | 46 : 72 |
| Indeco Conversano Rotondo 18        | Nykøbing Falster Håndboldklub Kristiansen 16   | 24 : 36 (10 : 20)    | 22 : 36 (10 : 17)    | 46 : 72 |
| Indeco Conversano Rotondo 18        | Nykøbing Falster Håndboldklub Kristiansen 16   | 500 Zuschauer        | 786 Zuschauer        | 46 : 72 |
| HC Dunărea Brăila Tiron 14          | Byåsen IL Arntzen 12                           | 13.11.2016 20:00 Uhr | 20.11.2016 17:00 Uhr | 48 : 58 |
| HC Dunărea Brăila Tiron 14          | Byåsen IL Arntzen 12                           | 25 : 24 (13 : 14)    | 23 : 34 (10 : 17)    | 48 : 58 |
| HC Dunărea Brăila Tiron 14          | Byåsen IL Arntzen 12                           | 2.000 Zuschauer      | 1.936 Zuschauer      | 48 : 58 |
| ŽRK Podravka Koprivnica Nemaškalo 9 | SG BBM Bietigheim Müller, Naidzinavicius je 7  | 13.11.2016 18:00 Uhr | 19.11.2016 20:00 Uhr | 36 : 47 |
| ŽRK Podravka Koprivnica Nemaškalo 9 | SG BBM Bietigheim Müller, Naidzinavicius je 7  | 16 : 23 (08 : 12)    | 20 : 24 (07 : 13)    | 36 : 47 |
| ŽRK Podravka Koprivnica Nemaškalo 9 | SG BBM Bietigheim Müller, Naidzinavicius je 7  | 1.800 Zuschauer      | 877 Zuschauer        | 36 : 47 |
| ÉTV-Érdi VSE Klivinyi 13            | Dunaújvárosi Kohász KA Mičijević, Kovács je 10 | 12.11.2016 16:00 Uhr | 19.11.2016 18:30 Uhr | 60 : 47 |
| ÉTV-Érdi VSE Klivinyi 13            | Dunaújvárosi Kohász KA Mičijević, Kovács je 10 | 29 : 22 (15 : 09)    | 31 : 25 (14 : 10)    | 60 : 47 |
| ÉTV-Érdi VSE Klivinyi 13            | Dunaújvárosi Kohász KA Mičijević, Kovács je 10 | 1.900 Zuschauer      | 880 Zuschauer        | 60 : 47 |
| BM Bera Bera Fernández 8            | Brest Bretagne Handball Mangué 8               | 12.11.2016 19:00 Uhr | 19.11.2016 20:30 Uhr | 39 : 48 |
| BM Bera Bera Fernández 8            | Brest Bretagne Handball Mangué 8               | 20 : 25 (09 : 12)    | 19 : 23 (10 : 08)    | 39 : 48 |
| BM Bera Bera Fernández 8            | Brest Bretagne Handball Mangué 8               | 1.900 Zuschauer      | 3.719 Zuschauer      | 39 : 48 |

## Gruppenphase
Es nahmen 16 Mannschaften teil. Zur Auslosung wurden die Mannschaften in vier Töpfe eingeteilt. Der erste Topf bestand aus den vier Mannschaften der Champions League. Die anderen drei wurden mit den Teams der Qualifikationsrunden gebildet. Bei der Auslosung konnte keine Mannschaft eines Landes auf eine andere des gleichen Landes in der Gruppe treffen. 
 Die Auslosung fand am 24. November 2016 statt.
 Die Gruppenspiele fanden zwischen dem 7. Januar 2017 und dem 12. Februar 2017 statt.

### Qualifizierte Teams
| Topf 1 - HC Leipzig - Glassverket IF - GK Rostow am Don - IK Sävehof | Topf 2 - Nykøbing Falster Håndboldklub - SG BBM Bietigheim - VfL Oldenburg - Kuban Krasnodar | Topf 3 - Randers HK - Brest Bretagne Handball - TuS Metzingen - ÉTV-Érdi VSE | Topf 4 - Nantes Loire Atlantique Handball - Alba Fehérvár KC - Byåsen IL - GK Lada Toljatti |

## Ausgeloste Gruppen

### Gruppe A
| Pl. | Land                             | Sp. | S | U | N | Tore      | Diff. | Punkte |
| --- | -------------------------------- | --- | - | - | - | --------- | ----- | ------ |
| 1.  | Nantes Loire Atlantique Handball | 6   | 4 | 1 | 1 | 0186:1570 | +29   | 09:30  |
| 2.  | Randers HK                       | 6   | 4 | 1 | 1 | 0154:1450 | +9    | 09:30  |
| 3.  | IK Sävehof                       | 6   | 2 | 0 | 4 | 0167:1880 | −21   | 04:80  |
| 4.  | VfL Oldenburg                    | 6   | 1 | 0 | 5 | 0171:1880 | −17   | 02:100 |

|  | Qualifikationsplatz für das Viertelfinale |

| 7. Januar 2017 Sa., 18:00 Uhr | VfL Oldenburg          | 30:37   | Nantes Loire Atlantique Handball | EWE Arena, Oldenburg Zuschauer: 812 Schiedsrichter: M. Sá, V. Sá |
| 7. Januar 2017 Sa., 18:00 Uhr | meiste Tore: Geschke 8 | (11:19) | meiste Tore: Holta 7             | EWE Arena, Oldenburg Zuschauer: 812 Schiedsrichter: M. Sá, V. Sá |
| 7. Januar 2017 Sa., 18:00 Uhr | Spielbericht           |         |                                  | EWE Arena, Oldenburg Zuschauer: 812 Schiedsrichter: M. Sá, V. Sá |

| 8. Januar 2017 So., 15:00 Uhr | IK Sävehof             | 21:27   | Randers HK           | Partille Arena, Partille Zuschauer: 619 Schiedsrichter: Kleven, Jørum |
| 8. Januar 2017 So., 15:00 Uhr | meiste Tore: Roberts 8 | (11:15) | meiste Tore: Dalby 7 | Partille Arena, Partille Zuschauer: 619 Schiedsrichter: Kleven, Jørum |
| 8. Januar 2017 So., 15:00 Uhr | Spielbericht           |         |                      | Partille Arena, Partille Zuschauer: 619 Schiedsrichter: Kleven, Jørum |

| 14. Januar 2017 Sa., 14:00 Uhr | Randers HK             | 28:24   | VfL Oldenburg          | Arena Randers, Randers Zuschauer: 802 Schiedsrichter: Korja, Metsämäki |
| 14. Januar 2017 Sa., 14:00 Uhr | meiste Tore: Højlund 7 | (13:14) | meiste Tore: Geschke 8 | Arena Randers, Randers Zuschauer: 802 Schiedsrichter: Korja, Metsämäki |
| 14. Januar 2017 Sa., 14:00 Uhr | Spielbericht           |         |                        | Arena Randers, Randers Zuschauer: 802 Schiedsrichter: Korja, Metsämäki |

| 14. Januar 2017 Sa., 16:00 Uhr | IK Sävehof                             | 23:36  | Nantes Loire Atlantique Handball  | Partille Arena, Partille Zuschauer: 537 Schiedsrichter: Pech, Vágvölgyi |
| 14. Januar 2017 Sa., 16:00 Uhr | meiste Tore: Ekenman-Fernis, Odén je 4 | (9:19) | meiste Tore: Coatanea, Holta je 7 | Partille Arena, Partille Zuschauer: 537 Schiedsrichter: Pech, Vágvölgyi |
| 14. Januar 2017 Sa., 16:00 Uhr | Spielbericht                           |        |                                   | Partille Arena, Partille Zuschauer: 537 Schiedsrichter: Pech, Vágvölgyi |

| 21. Januar 2017 Sa., 18:00 Uhr | Nantes Loire Atlantique Handball | 25:19  | Randers HK           | Salle Sportive Metropolitaine, Rezé Zuschauer: 3.212 Schiedsrichter: Christidi, Papamattheou |
| 21. Januar 2017 Sa., 18:00 Uhr | meiste Tore: Holta 7             | (12:6) | meiste Tore: Molid 6 | Salle Sportive Metropolitaine, Rezé Zuschauer: 3.212 Schiedsrichter: Christidi, Papamattheou |
| 21. Januar 2017 Sa., 18:00 Uhr | Spielbericht                     |        |                      | Salle Sportive Metropolitaine, Rezé Zuschauer: 3.212 Schiedsrichter: Christidi, Papamattheou |

| 22. Januar 2017 So., 14:00 Uhr | VfL Oldenburg                    | 30:32   | IK Sävehof           | EWE Arena, Oldenburg Zuschauer: 823 Schiedsrichter: Lillepea, Kull |
| 22. Januar 2017 So., 14:00 Uhr | meiste Tore: Geschke, Smits je 7 | (18:14) | meiste Tore: Odén 11 | EWE Arena, Oldenburg Zuschauer: 823 Schiedsrichter: Lillepea, Kull |
| 22. Januar 2017 So., 14:00 Uhr | Spielbericht                     |         |                      | EWE Arena, Oldenburg Zuschauer: 823 Schiedsrichter: Lillepea, Kull |

| 29. Januar 2017 So., 14:00 Uhr | Randers HK              | 26:26   | Nantes Loire Atlantique Handball | Arena Randers, Randers Zuschauer: 574 Schiedsrichter: Budzák, Záhradník |
| 29. Januar 2017 So., 14:00 Uhr | meiste Tore: Heindahl 7 | (12:10) | meiste Tore: Stoiljković 5       | Arena Randers, Randers Zuschauer: 574 Schiedsrichter: Budzák, Záhradník |
| 29. Januar 2017 So., 14:00 Uhr | Spielbericht            |         |                                  | Arena Randers, Randers Zuschauer: 574 Schiedsrichter: Budzák, Záhradník |

| 29. Januar 2017 So., 15:00 Uhr | IK Sävehof             | 37:33   | VfL Oldenburg          | Partille Arena, Partille Zuschauer: 478 Schiedsrichter: Lindenbaum, Laron |
| 29. Januar 2017 So., 15:00 Uhr | meiste Tore: Roberts 7 | (18:14) | meiste Tore: Geschke 8 | Partille Arena, Partille Zuschauer: 478 Schiedsrichter: Lindenbaum, Laron |
| 29. Januar 2017 So., 15:00 Uhr | Spielbericht           |         |                        | Partille Arena, Partille Zuschauer: 478 Schiedsrichter: Lindenbaum, Laron |

| 4. Februar 2017 Sa., 16:00 Uhr | Randers HK            | 28:24   | IK Sävehof          | Arena Randers, Randers Zuschauer: 875 Schiedsrichter: Markovska, Vutov |
| 4. Februar 2017 Sa., 16:00 Uhr | meiste Tore: Fisker 6 | (14:10) | meiste Tore: Odén 7 | Arena Randers, Randers Zuschauer: 875 Schiedsrichter: Markovska, Vutov |
| 4. Februar 2017 Sa., 16:00 Uhr | Spielbericht          |         |                     | Arena Randers, Randers Zuschauer: 875 Schiedsrichter: Markovska, Vutov |

| 4. Februar 2017 Sa., 16:00 Uhr | Nantes Loire Atlantique Handball | 28:29   | VfL Oldenburg         | Salle Sportive Metropolitaine, Rezé Zuschauer: 2.200 Schiedsrichter: Tkatschuk, Rakytyna |
| 4. Februar 2017 Sa., 16:00 Uhr | meiste Tore: Holta, Schop je 5   | (13:11) | meiste Tore: Smits 10 | Salle Sportive Metropolitaine, Rezé Zuschauer: 2.200 Schiedsrichter: Tkatschuk, Rakytyna |
| 4. Februar 2017 Sa., 16:00 Uhr | Spielbericht                     |         |                       | Salle Sportive Metropolitaine, Rezé Zuschauer: 2.200 Schiedsrichter: Tkatschuk, Rakytyna |

| 12. Februar 2017 So., 14:00 Uhr | Nantes Loire Atlantique Handball          | 34:30   | IK Sävehof          | Salle Sportive Metropolitaine, Rezé Zuschauer: 2.500 Schiedsrichter: Sirbu, Suponicov |
| 12. Februar 2017 So., 14:00 Uhr | meiste Tore: Holta, Schop, Escribano je 5 | (19:16) | meiste Tore: Odén 7 | Salle Sportive Metropolitaine, Rezé Zuschauer: 2.500 Schiedsrichter: Sirbu, Suponicov |
| 12. Februar 2017 So., 14:00 Uhr | Spielbericht                              |         |                     | Salle Sportive Metropolitaine, Rezé Zuschauer: 2.500 Schiedsrichter: Sirbu, Suponicov |

| 12. Februar 2017 So., 16:30 Uhr | VfL Oldenburg                     | 25:26   | Randers HK                                   | EWE Arena, Oldenburg Zuschauer: 644 Schiedsrichter: Bonifert, Oláh |
| 12. Februar 2017 So., 16:30 Uhr | meiste Tore: Geschke, Dulfer je 5 | (13:10) | meiste Tore: Højlund, Degn, Moen, Molid je 4 | EWE Arena, Oldenburg Zuschauer: 644 Schiedsrichter: Bonifert, Oláh |
| 12. Februar 2017 So., 16:30 Uhr | Spielbericht                      |         |                                              | EWE Arena, Oldenburg Zuschauer: 644 Schiedsrichter: Bonifert, Oláh |

### Gruppe B
| Pl. | Land                    | Sp. | S | U | N | Tore      | Diff. | Punkte |
| --- | ----------------------- | --- | - | - | - | --------- | ----- | ------ |
| 1.  | Kuban Krasnodar         | 6   | 5 | 0 | 1 | 0173:1480 | +25   | 010:20 |
| 2.  | Brest Bretagne Handball | 6   | 3 | 2 | 1 | 0150:1270 | +23   | 08:40  |
| 3.  | Alba Fehérvár KC        | 6   | 2 | 2 | 2 | 0159:1560 | +3    | 06:60  |
| 4.  | HC Leipzig              | 6   | 0 | 0 | 6 | 0134:1850 | −51   | 00:120 |

| 7. Januar 2017 Sa., 16:00 Uhr | Kuban Krasnodar                 | 31:26  | Alba Fehérvár KC         | Sportpalast Olimp, Krasnodar Zuschauer: 2.300 Schiedsrichter: Kaluđerović, Vujačić |
| 7. Januar 2017 Sa., 16:00 Uhr | meiste Tore: W. Schilinskaite 6 | (18:8) | meiste Tore: Bandelier 8 | Sportpalast Olimp, Krasnodar Zuschauer: 2.300 Schiedsrichter: Kaluđerović, Vujačić |
| 7. Januar 2017 Sa., 16:00 Uhr | Spielbericht                    |        |                          | Sportpalast Olimp, Krasnodar Zuschauer: 2.300 Schiedsrichter: Kaluđerović, Vujačić |

| 7. Januar 2017 Sa., 18:00 Uhr | HC Leipzig          | 15:34  | Brest Bretagne Handball        | Arena Leipzig, Leipzig Zuschauer: 966 Schiedsrichter: Álvarez Mata, Bustamante López |
| 7. Januar 2017 Sa., 18:00 Uhr | meiste Tore: Lang 4 | (6:13) | meiste Tore: Copy, Pineau je 6 | Arena Leipzig, Leipzig Zuschauer: 966 Schiedsrichter: Álvarez Mata, Bustamante López |
| 7. Januar 2017 Sa., 18:00 Uhr | Spielbericht        |        |                                | Arena Leipzig, Leipzig Zuschauer: 966 Schiedsrichter: Álvarez Mata, Bustamante López |

| 14. Januar 2017 Sa., 18:00 Uhr | Brest Bretagne Handball | 27:21   | Kuban Krasnodar          | Brest Arena, Brest Zuschauer: 4.077 Schiedsrichter: Di Domenico, Fornasier |
| 14. Januar 2017 Sa., 18:00 Uhr | meiste Tore: Geiger 5   | (14:11) | meiste Tore: Koroljowa 5 | Brest Arena, Brest Zuschauer: 4.077 Schiedsrichter: Di Domenico, Fornasier |
| 14. Januar 2017 Sa., 18:00 Uhr | Spielbericht            |         |                          | Brest Arena, Brest Zuschauer: 4.077 Schiedsrichter: Di Domenico, Fornasier |

| 14. Januar 2017 Sa., 18:00 Uhr | HC Leipzig           | 21:34  | Alba Fehérvár KC              | Arena Leipzig, Leipzig Zuschauer: 591 Schiedsrichter: Bolic, Hurich |
| 14. Januar 2017 Sa., 18:00 Uhr | meiste Tore: Bösch 6 | (8:14) | meiste Tore: Gjeorgjievska 10 | Arena Leipzig, Leipzig Zuschauer: 591 Schiedsrichter: Bolic, Hurich |
| 14. Januar 2017 Sa., 18:00 Uhr | Spielbericht         |        |                               | Arena Leipzig, Leipzig Zuschauer: 591 Schiedsrichter: Bolic, Hurich |

| 21. Januar 2017 Sa., 16:00 Uhr | Kuban Krasnodar                 | 32:24   | HC Leipzig            | Sportpalast Olimp, Krasnodar Zuschauer: 2.308 Schiedsrichter: D. Lončar, Z. Lončar |
| 21. Januar 2017 Sa., 16:00 Uhr | meiste Tore: W. Schilinskaite 8 | (19:10) | meiste Tore: Reimer 8 | Sportpalast Olimp, Krasnodar Zuschauer: 2.308 Schiedsrichter: D. Lončar, Z. Lončar |
| 21. Januar 2017 Sa., 16:00 Uhr | Spielbericht                    |         |                       | Sportpalast Olimp, Krasnodar Zuschauer: 2.308 Schiedsrichter: D. Lončar, Z. Lončar |

| 22. Januar 2017 So., 14:00 Uhr | Alba Fehérvár KC              | 25:25   | Brest Bretagne Handball | Köfém Sportcsarnok, Székesfehérvár Zuschauer: 900 Schiedsrichter: Nabokau, Kulik |
| 22. Januar 2017 So., 14:00 Uhr | meiste Tore: Gjeorgjievska 12 | (14:15) | meiste Tore: Geiger 9   | Köfém Sportcsarnok, Székesfehérvár Zuschauer: 900 Schiedsrichter: Nabokau, Kulik |
| 22. Januar 2017 So., 14:00 Uhr | Spielbericht                  |         |                         | Köfém Sportcsarnok, Székesfehérvár Zuschauer: 900 Schiedsrichter: Nabokau, Kulik |

| 28. Januar 2017 Sa., 19:00 Uhr | HC Leipzig                      | 27:33   | Kuban Krasnodar                              | Arena Leipzig, Leipzig Zuschauer: 897 Schiedsrichter: Krause-Kjær, Pedersen |
| 28. Januar 2017 Sa., 19:00 Uhr | meiste Tore: Reimer, Bösch je 6 | (12:19) | meiste Tore: Schilinskaite, Marennikowa je 5 | Arena Leipzig, Leipzig Zuschauer: 897 Schiedsrichter: Krause-Kjær, Pedersen |
| 28. Januar 2017 Sa., 19:00 Uhr | Spielbericht                    |         |                                              | Arena Leipzig, Leipzig Zuschauer: 897 Schiedsrichter: Krause-Kjær, Pedersen |

| 29. Januar 2017 So., 17:00 Uhr | Brest Bretagne Handball | 21:21  | Alba Fehérvár KC       | Brest Arena, Brest Zuschauer: 2.757 Schiedsrichter: Panayides, Andreou |
| 29. Januar 2017 So., 17:00 Uhr | meiste Tore: Pineau 7   | (7:11) | meiste Tore: Piedade 5 | Brest Arena, Brest Zuschauer: 2.757 Schiedsrichter: Panayides, Andreou |
| 29. Januar 2017 So., 17:00 Uhr | Spielbericht            |        |                        | Brest Arena, Brest Zuschauer: 2.757 Schiedsrichter: Panayides, Andreou |

| 4. Februar 2017 Sa., 17:15 Uhr | Alba Fehérvár KC             | 24:31   | Kuban Krasnodar          | Köfém Sportcsarnok, Székesfehérvár Zuschauer: 900 Schiedsrichter: Brodbeck, Reich |
| 4. Februar 2017 Sa., 17:15 Uhr | meiste Tore: Gjeorgjievska 7 | (11:11) | meiste Tore: Danschina 7 | Köfém Sportcsarnok, Székesfehérvár Zuschauer: 900 Schiedsrichter: Brodbeck, Reich |
| 4. Februar 2017 Sa., 17:15 Uhr | Spielbericht                 |         |                          | Köfém Sportcsarnok, Székesfehérvár Zuschauer: 900 Schiedsrichter: Brodbeck, Reich |

| 5. Februar 2017 So., 17:00 Uhr | Brest Bretagne Handball        | 23:20   | HC Leipzig              | Brest Arena, Brest Zuschauer: 4.058 Schiedsrichter: Buache, Meyer |
| 5. Februar 2017 So., 17:00 Uhr | meiste Tore: Geiger, Copy je 4 | (10:10) | meiste Tore: Mazzucco 7 | Brest Arena, Brest Zuschauer: 4.058 Schiedsrichter: Buache, Meyer |
| 5. Februar 2017 So., 17:00 Uhr | Spielbericht                   |         |                         | Brest Arena, Brest Zuschauer: 4.058 Schiedsrichter: Buache, Meyer |

| 12. Februar 2017 So., 15:00 Uhr | Alba Fehérvár KC     | 29:27   | HC Leipzig                         | Köfém Sportcsarnok, Székesfehérvár Zuschauer: 950 Schiedsrichter: Žabko, Jaškins |
| 12. Februar 2017 So., 15:00 Uhr | meiste Tore: Mendy 6 | (14:11) | meiste Tore: Reimer, Mazzucco je 8 | Köfém Sportcsarnok, Székesfehérvár Zuschauer: 950 Schiedsrichter: Žabko, Jaškins |
| 12. Februar 2017 So., 15:00 Uhr | Spielbericht         |         |                                    | Köfém Sportcsarnok, Székesfehérvár Zuschauer: 950 Schiedsrichter: Žabko, Jaškins |

| 12. Februar 2017 So., 16:00 Uhr | Kuban Krasnodar         | 25:20  | Brest Bretagne Handball                             | Sportpalast Olimp, Krasnodar Zuschauer: 2.200 Schiedsrichter: Frieser, Kavulič |
| 12. Februar 2017 So., 16:00 Uhr | meiste Tore: Sudakowa 6 | (17:8) | meiste Tore: Geiger, N’Tsama Akoa, Prouvensier je 4 | Sportpalast Olimp, Krasnodar Zuschauer: 2.200 Schiedsrichter: Frieser, Kavulič |
| 12. Februar 2017 So., 16:00 Uhr | Spielbericht            |        |                                                     | Sportpalast Olimp, Krasnodar Zuschauer: 2.200 Schiedsrichter: Frieser, Kavulič |

### Gruppe C
| Pl. | Land              | Sp. | S | U | N | Tore      | Diff. | Punkte |
| --- | ----------------- | --- | - | - | - | --------- | ----- | ------ |
| 1.  | GK Rostow am Don  | 6   | 5 | 0 | 1 | 0173:1370 | +36   | 010:20 |
| 2.  | SG BBM Bietigheim | 6   | 3 | 0 | 3 | 0166:1730 | −7    | 06:60  |
| 3.  | ÉTV-Érdi VSE      | 6   | 2 | 0 | 4 | 0165:1690 | −4    | 04:80  |
| 4.  | Byåsen IL         | 6   | 2 | 0 | 4 | 0163:1880 | −25   | 04:80  |

| 7. Januar 2017 Sa., 17:00 Uhr | GK Rostow am Don                      | 27:24   | ÉTV-Érdi VSE                | Sportpalast Rostow-Don, Rostow am Don Zuschauer: 2.500 Schiedsrichter: Praštalo, Todorović |
| 7. Januar 2017 Sa., 17:00 Uhr | meiste Tore: Dembélé, Wjachirewa je 5 | (16:11) | meiste Tore: Krpež Šlezak 9 | Sportpalast Rostow-Don, Rostow am Don Zuschauer: 2.500 Schiedsrichter: Praštalo, Todorović |
| 7. Januar 2017 Sa., 17:00 Uhr | Spielbericht                          |         |                             | Sportpalast Rostow-Don, Rostow am Don Zuschauer: 2.500 Schiedsrichter: Praštalo, Todorović |

| 7. Januar 2017 Sa., 19:00 Uhr | SG BBM Bietigheim         | 39:33   | Byåsen IL           | Halle am Viadukt, Bietigheim Zuschauer: 1.019 Schiedsrichter: Luque Cabrejas, Pascual Sánchez |
| 7. Januar 2017 Sa., 19:00 Uhr | meiste Tore: S. Müller 10 | (19:18) | meiste Tore: Venn 7 | Halle am Viadukt, Bietigheim Zuschauer: 1.019 Schiedsrichter: Luque Cabrejas, Pascual Sánchez |
| 7. Januar 2017 Sa., 19:00 Uhr | Spielbericht              |         |                     | Halle am Viadukt, Bietigheim Zuschauer: 1.019 Schiedsrichter: Luque Cabrejas, Pascual Sánchez |

| 15. Januar 2017 So., 16:00 Uhr | Byåsen IL              | 29:24   | GK Rostow am Don              | Nidarøhallen, Trondheim Zuschauer: 1.342 Schiedsrichter: Năstase, Stancu |
| 15. Januar 2017 So., 16:00 Uhr | meiste Tore: Arntzen 7 | (18:13) | meiste Tore: Cabral Barbosa 7 | Nidarøhallen, Trondheim Zuschauer: 1.342 Schiedsrichter: Năstase, Stancu |
| 15. Januar 2017 So., 16:00 Uhr | Spielbericht           |         |                               | Nidarøhallen, Trondheim Zuschauer: 1.342 Schiedsrichter: Năstase, Stancu |

| 15. Januar 2017 So., 16:00 Uhr | ÉTV-Érdi VSE                 | 35:27   | SG BBM Bietigheim        | Érd Aréna, Érd Zuschauer: 2.200 Schiedsrichter: Kaweryna, Duplyj |
| 15. Januar 2017 So., 16:00 Uhr | meiste Tore: Krpež Šlezak 11 | (17:16) | meiste Tore: S. Müller 6 | Érd Aréna, Érd Zuschauer: 2.200 Schiedsrichter: Kaweryna, Duplyj |
| 15. Januar 2017 So., 16:00 Uhr | Spielbericht                 |         |                          | Érd Aréna, Érd Zuschauer: 2.200 Schiedsrichter: Kaweryna, Duplyj |

| 21. Januar 2017 Sa., 18:00 Uhr | Byåsen IL             | 35:28   | ÉTV-Érdi VSE                | Nidarøhallen, Trondheim Zuschauer: 1.256 Schiedsrichter: Mandák, Rudinský |
| 21. Januar 2017 Sa., 18:00 Uhr | meiste Tore: Waade 11 | (15:17) | meiste Tore: Krpež Šlezak 8 | Nidarøhallen, Trondheim Zuschauer: 1.256 Schiedsrichter: Mandák, Rudinský |
| 21. Januar 2017 Sa., 18:00 Uhr | Spielbericht          |         |                             | Nidarøhallen, Trondheim Zuschauer: 1.256 Schiedsrichter: Mandák, Rudinský |

| 21. Januar 2017 Sa., 19:00 Uhr | SG BBM Bietigheim             | 20:23   | GK Rostow am Don              | MHPArena, Ludwigsburg Zuschauer: 1.411 Schiedsrichter: Marić, Mašić |
| 21. Januar 2017 Sa., 19:00 Uhr | meiste Tore: Naidzinavicius 4 | (11:13) | meiste Tore: Borschtschenko 8 | MHPArena, Ludwigsburg Zuschauer: 1.411 Schiedsrichter: Marić, Mašić |
| 21. Januar 2017 Sa., 19:00 Uhr | Spielbericht                  |         |                               | MHPArena, Ludwigsburg Zuschauer: 1.411 Schiedsrichter: Marić, Mašić |

| 28. Januar 2017 Sa., 17:00 Uhr | GK Rostow am Don                                 | 34:24   | SG BBM Bietigheim        | Sportpalast Rostow-Don, Rostow am Don Zuschauer: 2.300 Schiedsrichter: Barysas, Petrušis |
| 28. Januar 2017 Sa., 17:00 Uhr | meiste Tore: Cabral Barbosa, Rodrigues Belo je 7 | (19:11) | meiste Tore: N. Müller 9 | Sportpalast Rostow-Don, Rostow am Don Zuschauer: 2.300 Schiedsrichter: Barysas, Petrušis |
| 28. Januar 2017 Sa., 17:00 Uhr | Spielbericht                                     |         |                          | Sportpalast Rostow-Don, Rostow am Don Zuschauer: 2.300 Schiedsrichter: Barysas, Petrušis |

| 29. Januar 2017 So., 15:30 Uhr | ÉTV-Érdi VSE                | 34:22   | Byåsen IL             | Érd Aréna, Érd Zuschauer: 2.200 Schiedsrichter: E. Vitaku, A. Vitaku |
| 29. Januar 2017 So., 15:30 Uhr | meiste Tore: Krpež Šlezak 8 | (15:12) | meiste Tore: Alstad 7 | Érd Aréna, Érd Zuschauer: 2.200 Schiedsrichter: E. Vitaku, A. Vitaku |
| 29. Januar 2017 So., 15:30 Uhr | Spielbericht                |         |                       | Érd Aréna, Érd Zuschauer: 2.200 Schiedsrichter: E. Vitaku, A. Vitaku |

| 4. Februar 2017 Sa., 18:00 Uhr | Byåsen IL             | 23:28   | SG BBM Bietigheim        | Nidarøhallen, Trondheim Zuschauer: 1.132 Schiedsrichter: Dahl Hermann, Madsen |
| 4. Februar 2017 Sa., 18:00 Uhr | meiste Tore: Alstad 6 | (12:16) | meiste Tore: S. Müller 8 | Nidarøhallen, Trondheim Zuschauer: 1.132 Schiedsrichter: Dahl Hermann, Madsen |
| 4. Februar 2017 Sa., 18:00 Uhr | Spielbericht          |         |                          | Nidarøhallen, Trondheim Zuschauer: 1.132 Schiedsrichter: Dahl Hermann, Madsen |

| 5. Februar 2017 So., 15:00 Uhr | ÉTV-Érdi VSE                | 19:30   | GK Rostow am Don          | Érd Aréna, Érd Zuschauer: 2.200 Schiedsrichter: Álvarez Mata, Bustamante López |
| 5. Februar 2017 So., 15:00 Uhr | meiste Tore: Krpež Šlezak 7 | (10:13) | meiste Tore: Wjachirewa 7 | Érd Aréna, Érd Zuschauer: 2.200 Schiedsrichter: Álvarez Mata, Bustamante López |
| 5. Februar 2017 So., 15:00 Uhr | Spielbericht                |         |                           | Érd Aréna, Érd Zuschauer: 2.200 Schiedsrichter: Álvarez Mata, Bustamante López |

| 11. Februar 2017 Sa., 17:00 Uhr | GK Rostow am Don          | 35:21  | Byåsen IL             | Sportpalast Rostow-Don, Rostow am Don Zuschauer: 2.800 Schiedsrichter: Doychinov, Goretsov |
| 11. Februar 2017 Sa., 17:00 Uhr | meiste Tore: Wjachirewa 6 | (20:8) | meiste Tore: Alstad 6 | Sportpalast Rostow-Don, Rostow am Don Zuschauer: 2.800 Schiedsrichter: Doychinov, Goretsov |
| 11. Februar 2017 Sa., 17:00 Uhr | Spielbericht              |        |                       | Sportpalast Rostow-Don, Rostow am Don Zuschauer: 2.800 Schiedsrichter: Doychinov, Goretsov |

| 12. Februar 2017 So., 15:00 Uhr | SG BBM Bietigheim        | 28:25   | ÉTV-Érdi VSE             | MHP Arena, Ludwigsburg Zuschauer: 3.018 Schiedsrichter: Argyridis, Mouttas |
| 12. Februar 2017 So., 15:00 Uhr | meiste Tore: S. Müller 9 | (16:11) | meiste Tore: Kisfaludy 5 | MHP Arena, Ludwigsburg Zuschauer: 3.018 Schiedsrichter: Argyridis, Mouttas |
| 12. Februar 2017 So., 15:00 Uhr | Spielbericht             |         |                          | MHP Arena, Ludwigsburg Zuschauer: 3.018 Schiedsrichter: Argyridis, Mouttas |

### Gruppe D
| Pl. | Land                          | Sp. | S | U | N | Tore      | Diff. | Punkte |
| --- | ----------------------------- | --- | - | - | - | --------- | ----- | ------ |
| 1.  | Nykøbing Falster Håndboldklub | 6   | 2 | 3 | 1 | 0194:1800 | +14   | 07:50  |
| 2.  | TuS Metzingen                 | 6   | 3 | 1 | 2 | 0176:1530 | +23   | 07:50  |
| 3.  | GK Lada Toljatti              | 6   | 3 | 0 | 3 | 0165:1640 | +1    | 06:60  |
| 4.  | Glassverket IF                | 6   | 1 | 2 | 3 | 0137:1750 | −38   | 04:80  |

| 7. Januar 2017 Sa., 15:00 Uhr | Nykøbing Falster Håndboldklub           | 35:23   | GK Lada Toljatti           | Scandlines Arena, Nyköbing Zuschauer: 2.875 Schiedsrichter: M. Bennani, S. Bennani |
| 7. Januar 2017 Sa., 15:00 Uhr | meiste Tore: Gravholt, J. Westberg je 7 | (18:14) | meiste Tore: Malaschenko 6 | Scandlines Arena, Nyköbing Zuschauer: 2.875 Schiedsrichter: M. Bennani, S. Bennani |
| 7. Januar 2017 Sa., 15:00 Uhr | Spielbericht                            |         |                            | Scandlines Arena, Nyköbing Zuschauer: 2.875 Schiedsrichter: M. Bennani, S. Bennani |

| 7. Januar 2017 Sa., 16:00 Uhr | Glassverket IF                   | 16:22 | TuS Metzingen             | Drammenshallen, Drammen Zuschauer: 410 Schiedsrichter: Grigalionis, Šniurevičius |
| 7. Januar 2017 Sa., 16:00 Uhr | meiste Tore: Bjørnsen, Merg je 4 | (8:9) | meiste Tore: Szekerczés 6 | Drammenshallen, Drammen Zuschauer: 410 Schiedsrichter: Grigalionis, Šniurevičius |
| 7. Januar 2017 Sa., 16:00 Uhr | Spielbericht                     |       |                           | Drammenshallen, Drammen Zuschauer: 410 Schiedsrichter: Grigalionis, Šniurevičius |

| 14. Januar 2017 Sa., 16:00 Uhr | GK Lada Toljatti          | 32:21  | Glassverket IF                        | Mehrzweckhalle Olimp, Toljatti Zuschauer: 2.400 Schiedsrichter: Ben-Dan, Faran |
| 14. Januar 2017 Sa., 16:00 Uhr | meiste Tore: Dmitrijewa 6 | (13:9) | meiste Tore: Haraldsdóttir, Merg je 5 | Mehrzweckhalle Olimp, Toljatti Zuschauer: 2.400 Schiedsrichter: Ben-Dan, Faran |
| 14. Januar 2017 Sa., 16:00 Uhr | Spielbericht              |        |                                       | Mehrzweckhalle Olimp, Toljatti Zuschauer: 2.400 Schiedsrichter: Ben-Dan, Faran |

| 14. Januar 2017 So., 20:00 Uhr | TuS Metzingen           | 29:34   | Nykøbing Falster Håndboldklub      | Paul Horn-Arena, Tübingen Zuschauer: 1.000 Schiedsrichter: Ilieva, Karbeska |
| 14. Januar 2017 So., 20:00 Uhr | meiste Tore: Loerper 11 | (18:17) | meiste Tore: Hagman, Gravholt je 6 | Paul Horn-Arena, Tübingen Zuschauer: 1.000 Schiedsrichter: Ilieva, Karbeska |
| 14. Januar 2017 So., 20:00 Uhr | Spielbericht            |         |                                    | Paul Horn-Arena, Tübingen Zuschauer: 1.000 Schiedsrichter: Ilieva, Karbeska |

| 21. Januar 2017 Sa., 16:00 Uhr | GK Lada Toljatti           | 26:27   | TuS Metzingen           | Mehrzweckhalle Olimp, Toljatti Zuschauer: 2.300 Schiedsrichter: Andorka, Hucker |
| 21. Januar 2017 Sa., 16:00 Uhr | meiste Tore: Dmitrijewa 10 | (11:16) | meiste Tore: Loerper 10 | Mehrzweckhalle Olimp, Toljatti Zuschauer: 2.300 Schiedsrichter: Andorka, Hucker |
| 21. Januar 2017 Sa., 16:00 Uhr | Spielbericht               |         |                         | Mehrzweckhalle Olimp, Toljatti Zuschauer: 2.300 Schiedsrichter: Andorka, Hucker |

| 22. Januar 2017 So., 18:00 Uhr | Glassverket IF       | 25:25   | Nykøbing Falster Håndboldklub | Drammenshallen, Drammen Zuschauer: 345 Schiedsrichter: Schulze, Tönnies |
| 22. Januar 2017 So., 18:00 Uhr | meiste Tore: Wolff 6 | (14:16) | meiste Tore: Hagman 8         | Drammenshallen, Drammen Zuschauer: 345 Schiedsrichter: Schulze, Tönnies |
| 22. Januar 2017 So., 18:00 Uhr | Spielbericht         |         |                               | Drammenshallen, Drammen Zuschauer: 345 Schiedsrichter: Schulze, Tönnies |

| 28. Januar 2017 Sa., 15:00 Uhr | Nykøbing Falster Håndboldklub | 32:32   | Glassverket IF              | Scandlines Arena, Nyköbing Zuschauer: 988 Schiedsrichter: Hofer, Schmidhuber |
| 28. Januar 2017 Sa., 15:00 Uhr | meiste Tore: Kristiansen      | (15:20) | meiste Tore: Christensen 10 | Scandlines Arena, Nyköbing Zuschauer: 988 Schiedsrichter: Hofer, Schmidhuber |
| 28. Januar 2017 Sa., 15:00 Uhr | Spielbericht                  |         |                             | Scandlines Arena, Nyköbing Zuschauer: 988 Schiedsrichter: Hofer, Schmidhuber |

| 28. Januar 2017 Sa., 20:00 Uhr | TuS Metzingen          | 23:24   | GK Lada Toljatti                         | Paul Horn-Arena, Tübingen Zuschauer: 1.200 Schiedsrichter: Pandžić, Šatordžija |
| 28. Januar 2017 Sa., 20:00 Uhr | meiste Tore: Loerper 6 | (12:13) | meiste Tore: Samochina, Malaschenko je 6 | Paul Horn-Arena, Tübingen Zuschauer: 1.200 Schiedsrichter: Pandžić, Šatordžija |
| 28. Januar 2017 Sa., 20:00 Uhr | Spielbericht           |         |                                          | Paul Horn-Arena, Tübingen Zuschauer: 1.200 Schiedsrichter: Pandžić, Šatordžija |

| 3. Februar 2017 Fr., 20:00 Uhr | TuS Metzingen       | 39:17  | Glassverket IF             | Paul Horn-Arena, Tübingen Zuschauer: 1.300 Schiedsrichter: Simone, Monitillo |
| 3. Februar 2017 Fr., 20:00 Uhr | meiste Tore: Zapf 6 | (19:8) | meiste Tore: Christensen 4 | Paul Horn-Arena, Tübingen Zuschauer: 1.300 Schiedsrichter: Simone, Monitillo |
| 3. Februar 2017 Fr., 20:00 Uhr | Spielbericht        |        |                            | Paul Horn-Arena, Tübingen Zuschauer: 1.300 Schiedsrichter: Simone, Monitillo |

| 4. Februar 2017 Sa., 16:00 Uhr | GK Lada Toljatti          | 35:32   | Nykøbing Falster Håndboldklub | Mehrzweckhalle Olimp, Toljatti Zuschauer: 2.600 Schiedsrichter: Scevola, Alperan |
| 4. Februar 2017 Sa., 16:00 Uhr | meiste Tore: Dmitrijewa 8 | (17:17) | meiste Tore: Iversen 11       | Mehrzweckhalle Olimp, Toljatti Zuschauer: 2.600 Schiedsrichter: Scevola, Alperan |
| 4. Februar 2017 Sa., 16:00 Uhr | Spielbericht              |         |                               | Mehrzweckhalle Olimp, Toljatti Zuschauer: 2.600 Schiedsrichter: Scevola, Alperan |

| 11. Februar 2017 Sa., 16:00 Uhr | Glassverket IF      | 26:25   | GK Lada Toljatti         | Drammenshallen, Drammen Zuschauer: 475 Schiedsrichter: Čerņavskis, Bogdanovs |
| 11. Februar 2017 Sa., 16:00 Uhr | meiste Tore: Merg 7 | (15:12) | meiste Tore: Samochina 9 | Drammenshallen, Drammen Zuschauer: 475 Schiedsrichter: Čerņavskis, Bogdanovs |
| 11. Februar 2017 Sa., 16:00 Uhr | Spielbericht        |         |                          | Drammenshallen, Drammen Zuschauer: 475 Schiedsrichter: Čerņavskis, Bogdanovs |

| 12. Februar 2017 So., 15:00 Uhr | Nykøbing Falster Håndboldklub | 36:36   | TuS Metzingen          | Scandlines Arena, Nyköbing Zuschauer: 1.118 Schiedsrichter: Novikov, Perepilitsy |
| 12. Februar 2017 So., 15:00 Uhr | meiste Tore: Kristiansen 12   | (19:19) | meiste Tore: Loerper 8 | Scandlines Arena, Nyköbing Zuschauer: 1.118 Schiedsrichter: Novikov, Perepilitsy |
| 12. Februar 2017 So., 15:00 Uhr | Spielbericht                  |         |                        | Scandlines Arena, Nyköbing Zuschauer: 1.118 Schiedsrichter: Novikov, Perepilitsy |

## Viertelfinale
Für die Viertelfinalspiele bekamen die jeweils Gruppenersten einen Gruppenzweiten zugelost. Die Gruppenersten hatten im Rückspiel das Heimrecht. Es gab bei der Auslosung keine Einschränkungen mehr, das heißt, auch Mannschaften aus dem gleichen Land konnten einander zugelost werden. Die Auslosung fand am 14. Februar 2017 statt.
| Mannschaft 1                      | Mannschaft 2                              | Hinspiel             | Rückspiel            | Gesamt  |
| --------------------------------- | ----------------------------------------- | -------------------- | -------------------- | ------- |
| Randers HK Heindahl, Fisker je 10 | Nykøbing Falster Håndboldklub Hagman 18   | 05.03.2017 19:30 Uhr | 12.03.2017 19:30 Uhr | 50 : 52 |
| Randers HK Heindahl, Fisker je 10 | Nykøbing Falster Håndboldklub Hagman 18   | 27 : 24 (15 : 14)    | 23 : 28 (12 : 13)    | 50 : 52 |
| Randers HK Heindahl, Fisker je 10 | Nykøbing Falster Håndboldklub Hagman 18   | 835 Zuschauer        | 1452 Zuschauer       | 50 : 52 |
| SG BBM Bietigheim S. Müller 12    | Kuban Krasnodar W. Schilinskaite 15       | 05.03.2017 15:00 Uhr | 12.03.2017 16:00 Uhr | 59 : 57 |
| SG BBM Bietigheim S. Müller 12    | Kuban Krasnodar W. Schilinskaite 15       | 33 : 26 (16 : 13)    | 26 : 31 (13 : 15)    | 59 : 57 |
| SG BBM Bietigheim S. Müller 12    | Kuban Krasnodar W. Schilinskaite 15       | 1.800 Zuschauer      | 1.500 Zuschauer      | 59 : 57 |
| Brest Bretagne Handball Pineau 7  | GK Rostow am Don Cabral Barbosa 10        | 04.03.2017 18:30 Uhr | 11.03.2017 16:00 Uhr | 40 : 54 |
| Brest Bretagne Handball Pineau 7  | GK Rostow am Don Cabral Barbosa 10        | 21 : 26 (11 : 13)    | 19 : 28 (08 : 13)    | 40 : 54 |
| Brest Bretagne Handball Pineau 7  | GK Rostow am Don Cabral Barbosa 10        | 4.027 Zuschauer      | 3.200 Zuschauer      | 40 : 54 |
| TuS Metzingen Loerper 14          | Nantes Loire Atlantique Handball Holta 10 | 04.03.2017 19:00 Uhr | 12.03.2017 18:00 Uhr | 58 : 51 |
| TuS Metzingen Loerper 14          | Nantes Loire Atlantique Handball Holta 10 | 27 : 23 (16 : 12)    | 31 : 28 (15 : 16)    | 58 : 51 |
| TuS Metzingen Loerper 14          | Nantes Loire Atlantique Handball Holta 10 | 1.050 Zuschauer      | 3.180 Zuschauer      | 58 : 51 |

## Halbfinale
Die Halbfinalspiele wurden ebenfalls am 14. Februar 2017 ausgelost.
| Mannschaft 1                               | Mannschaft 2                              | Hinspiel             | Rückspiel            | Gesamt  |
| ------------------------------------------ | ----------------------------------------- | -------------------- | -------------------- | ------- |
| SG BBM Bietigheim S. Müller 15             | Nykøbing Falster Håndboldklub Gravholt 13 | 09.04.2017 17:00 Uhr | 16.04.2017 16:50 Uhr | 66 : 59 |
| SG BBM Bietigheim S. Müller 15             | Nykøbing Falster Håndboldklub Gravholt 13 | 38 : 27 (19 : 13)    | 28 : 32 (12 : 20)    | 66 : 59 |
| SG BBM Bietigheim S. Müller 15             | Nykøbing Falster Håndboldklub Gravholt 13 | 2.731 Zuschauer      | 2.456 Zuschauer      | 66 : 59 |
| TuS Metzingen Zapf, Løseth, Obradović je 6 | GK Rostow am Don Borschtschenko 10        | 08.04.2017 20:00 Uhr | 15.04.2017 16:00 Uhr | 39 : 60 |
| TuS Metzingen Zapf, Løseth, Obradović je 6 | GK Rostow am Don Borschtschenko 10        | 18 : 29 (09 : 12)    | 21 : 31 (11 : 14)    | 39 : 60 |
| TuS Metzingen Zapf, Løseth, Obradović je 6 | GK Rostow am Don Borschtschenko 10        | 1.900 Zuschauer      | 2.000 Zuschauer      | 39 : 60 |

## Finale
Es nahmen die zwei Sieger aus dem Halbfinale teil. Das Hinspiel fand am 7. Mai 2017 statt. Das Rückspiel fand am 13. Mai 2017 statt.

### Ausgeloste Spiele und Ergebnisse
| Mannschaft 1                   | Mannschaft 2                       | Hinspiel           | Rückspiel          | Gesamt  |
| ------------------------------ | ---------------------------------- | ------------------ | ------------------ | ------- |
| SG BBM Bietigheim S. Müller 11 | GK Rostow am Don Cabral Barbosa 10 | 07.05.17 17:00 Uhr | 13.05.17 16:00 Uhr | 46 : 53 |
| SG BBM Bietigheim S. Müller 11 | GK Rostow am Don Cabral Barbosa 10 | 25 : 28 (16 : 14)  | 21 : 25 (12 : 12)  | 46 : 53 |
| SG BBM Bietigheim S. Müller 11 | GK Rostow am Don Cabral Barbosa 10 | 3.500 Zuschauer    | 3.490 Zuschauer    | 46 : 53 |

### Hinspiel
SG BBM Bietigheim – GK Rostow am Don  25 : 28 (16 : 14)
7. Mai 2017 in Ludwigsburg, MHP Arena, 3.500 Zuschauer.
SG BBM Bietigheim: Roch, Salamacha, Wester – S. Müller (6), Malestein  (5), N. Müller  (5), Naidzinavicius (5), Visser   (2), Biltoft (1), Heick Hundahl (1), Baun Eriksen, Lauenroth , Mack, Smeets, Schulze, Woller
GK Rostow am Don: Lunde Haraldsen, Mechdijewa, Sedoikina – Cabral Barbosa  (7), Bobrownikowa (6), Borschtschenko (3), Petrowa (3), Rodrigues Belo (3), Sen (3), Dembélé  (2), Makejewa   (1), Tschernoiwanenko, Grigel, Iljina, Manaharowa, Sliwinskaja
Schiedsrichter:  Michalis Tzaferopoulos und Andreas Bethmann
Quelle: Spielbericht

### Rückspiel
GK Rostow am Don – SG BBM Bietigheim  25 : 21 (12 : 12)
13. Mai 2017 in Rostow am Don, SSK Rostow am Don, 3.490 Zuschauer.
GK Rostow am Don: Lunde Haraldsen, Mechdijewa, Sedoikina – Manaharowa (6), Dembélé  (5), Cabral Barbosa  (3), Petrowa  (3), Sen (3), Bobrownikowa (2), Borschtschenko (2), Rodrigues Belo (1), Tschernoiwanenko, Grigel, Iljina, Makejewa, Sliwinskaja 
SG BBM Bietigheim: Salamacha, Wester – N. Müller  (5), S. Müller  (5), Heick Hundahl (4), Visser   (3), Biltoft (2), Smeets  (1), Woller (1), Baun Eriksen, Lauenroth, Mack, Malestein , Naidzinavicius , Schulze
Schiedsrichter:  Tatjana Praštalo und Vesna Todorović
Quelle: Spielbericht

## Statistiken

### Torschützenliste
Die Torschützenliste zeigt die drei besten Torschützinnen des EHF-Pokals der Frauen 2016/17.
Zu sehen sind die Nation der Spielerin, der Name, die Position, der Verein, die gespielten Spiele, die Tore und die Ø-Tore.
| Pl. | Nation      | Spieler                    | Pos. | Verein                        | Sp. | Tore | Ø    |
| --- | ----------- | -------------------------- | ---- | ----------------------------- | --- | ---- | ---- |
| 1.  | Deutschland | Susann Müller              | (RR) | SG BBM Bietigheim             | 12  | 77   | 6,42 |
| 2.  | Schweden    | Nathalie Hagman            | (RR) | Nykøbing Falster Håndboldklub | 10  | 68   | 6,80 |
| 3.  | Spanien     | Alexandrina Cabral Barbosa | (RL) | GK Rostow am Don              | 12  | 58   | 4,83 |